# Can Piqué
Can Piqué és un edifici del municipi d'Hostalric (Selva) que forma part de l'Inventari del Patrimoni Arquitectònic de Catalunya.

## Descripció
És una casa situada al nucli urbà, fa cantonada amb el carrer Verge dels Socors i Ensenyança. És de planta quadrada, té planta baixa i pis. Coberta de teulada a dues vessants amb tèula àrab. A la façana principal que dona al carrer Verge dels Socors, té un portal de garatge, amb brancals de pedra i llinda de rajols, formant un arc carpanell molt rebaixat. Al primer pis dues finestres amb brancal de pedra i llinda i ampit de rajols. A la façana lateral, és on actualment està situada la porta principal d'entrada a la casa amb llinda i brancals de pedra i dues finestres amb les mateixes característiques. Tota la façana és realitzada amb maçoneria i arrebossada. És un edifici que fou totalment reformat als anys vuitanta.